# راقصة الأوركيد
راقصة الأوركيد (بالفرنسية: La danseuse Orchidée) هو فيلم أبيض وأسود درامي فرنسي صامت إنتاج عام 1928 من إخراج ليونس بيريه وبطولة لويز لاغرانج وريكاردو كورتيز وزينيا ديسني. تم تصويره في استوديوهات فيكتورين في نيس. كان الإخراج الفني للفيلم من قبل جاك لوران أثالين وهنري مينيسييه، يعبر هذا الفيلم الصامت عن الطابع الدولي الثقافي لما بعد الحرب ، ويتبع الأوركيد الغامضة والرجل الذي يحبها.

## أحداث الفيلم
تعود لويشا لفترة وجيزة إلى مسقط رأسها في إقليم الباسك لزيارة والدتها. تقول إنها تعمل مدرسة في باريس. يقع أحد الشباب في حبها ويطلب الزواج منها. تنجذب إليه ، لكنها تقول إنها لا تستطيع الزواج منه وتعود على عجل إلى العاصمة الفرنسية. يتبعها هناك ويكتشف أنها مشهورة في باريس بأنها راقصة إغراء.

## فريق التمثيل
- لويز لاغرانج في دور لويشا إريجوين ، لا دانسيوز أوركيد
- ريكاردو كورتيز في دور يونس إيتشيغاري ديت جان بارلياف
- زينيا ديسني في دور ماريز لابورد
- دانييل بارولا في دور آنسة فلوت
- مارث ليبرز في دور كتالين
- جاستون جاكيه دور بوجويل
- هنري ريتشارد في دور مارتينو
- سيج أرنو بدور باولو
- هنرييت كليرفال تيروف في دور مادلين
- تيريز دي زونين في دور لا بارون دانجي
- فيلدينغ في دور دوليزي
- إرنست شامبيري دور لو بارون دانجي
- أرماند دوتيرتر في دور ريجيسور
- مدام ستافيلي في دور السيدة ديرينج
- داموريس في دور بروفيسور
- هنري مين في دور إغناسيو
- م. فيوليت في دور لايد
- خوليو دي روميرو في دور هورويتز
- فلور ديشامب في دور الأمين
- مارسيا كابري
- إيفيت دوبوست
- نيلدا دوكلوس
- دينيس لوريس
- جيل رولاند

## روابط خارجية
- راقصة الأوركيد  في قاعدة بيانات الأفلام على الإنترنت (بالإنجليزية)